# Cospeda

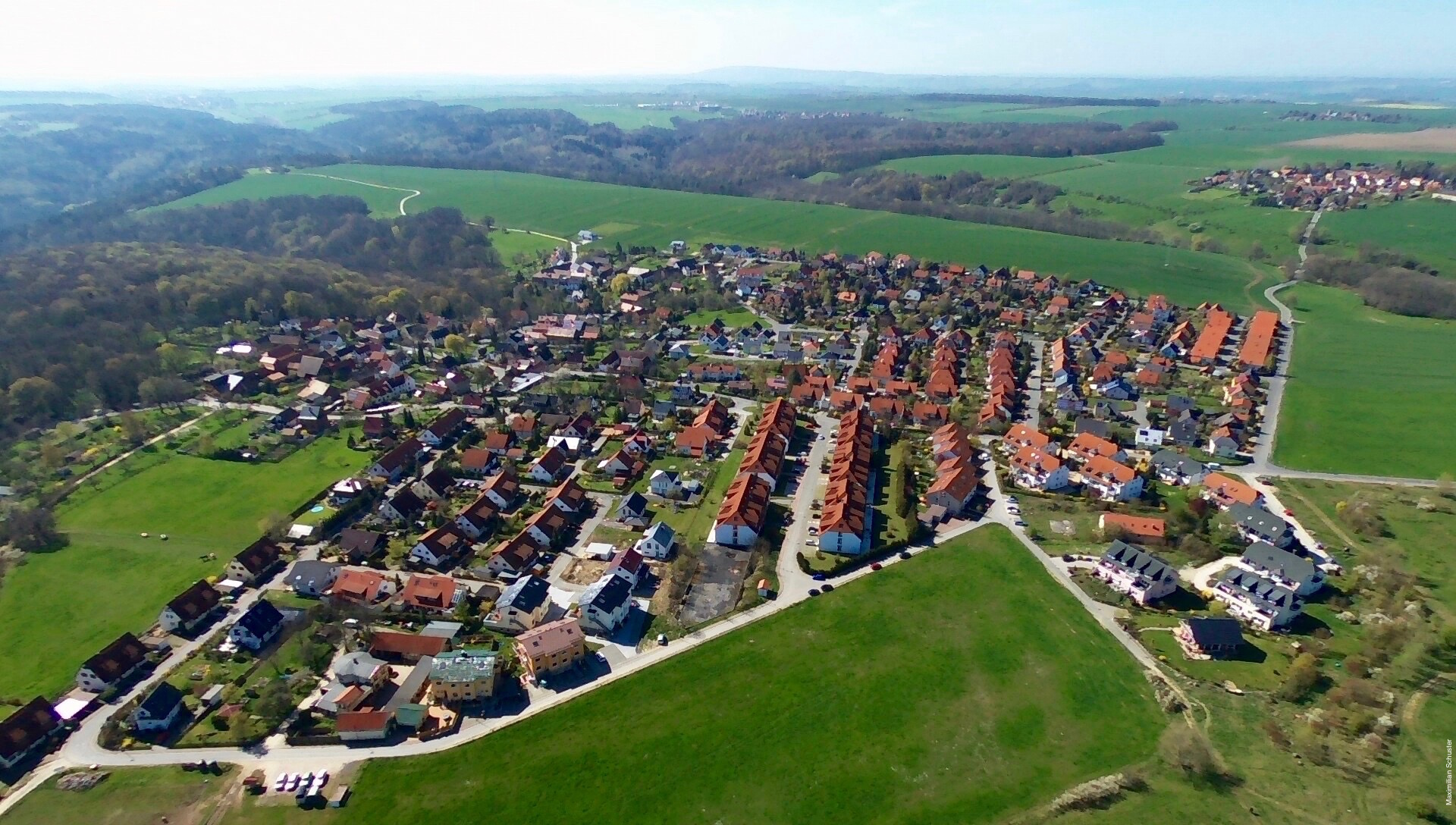
Luftbild von Cospeda

Cospeda ist ein Ortsteil der kreisfreien Stadt Jena in Thüringen.

## Geografie

### Geografische Lage
Cospeda liegt auf der Ilm-Saale-Platte im nördlichen Stadtgebiet von Jena. Im Ort treffen sich 3 Kreisstraßen. Das Stadtzentrum liegt ca. 5 km entfernt. Nach Weimar sind es 17 km und zur Landeshauptstadt Erfurt 40 km. Die nächstgelegenen Bundesstraßen sind die B 7 1,5 km westlich und die B 88 5 km östlich. Die nächste Autobahn ist die A 4 13 km südlich.
| Stadtteil Isserstedt (4 km)                        | Stadtteil Lützeroda (1 km) | Stadtteil Closewitz (1,5 km) |  |
|                                                    |                            |                              |  |
| Stadtteile Münchenroda und Remderoda (5 bzw. 3 km) |                            | Jena Stadtzentrum (5 km)     |  |

 Entfernungsangaben beziehen sich auf die Entfernung durch die kürzeste Straßenverbindung bis zum Ortszentrum.

### Landschaft
Das zu Cospeda gehörende Gebiet liegt teilweise auf den Höhen der Ilm-Saale-Platte, welche hier geprägt sind von Ackerflächen, Wiesen und Streuobstbeständen. Im Südwesten liegen die steilen Hänge und Seitentäler des bewaldeten Mühltals. Die Ortschaft liegt innerhalb des Landschaftsschutzgebietes „Mittleres Saaletal“ und grenzt im Osten an das Naturschutzgebiet Windknollen an.
Klimatisch gesehen liegt Cospeda in windexponierter Kuppenlage, sodass auf der offenen Hochfläche Kaltluftgebiete entstehen können, die in die Seitentäler des Mühltals abfließen.

## Geschichte

### Mittelalter
Cospeda wurde erstmals urkundlich im Jahre 1259 erwähnt. Der Ortsname geht auf das altslawische „gospoda“ zurück, welches Herberge bedeutet. Zunächst war das Dorf Sitz der Adelsfamilie von Cossibode (auch Kossbode oder Kossweda) und wurde im Jahr 1359 an das Zisterzienserinnenkloster in Jena verkauft. Unter anderem hatten die Herren von Heldrungen größere Besitzungen in Cospeda, sodass sich viele Schenkungen an das Michaeliskloster Jena finden lassen. Nach dessen Auflösung 1525 gehörte der Ort zum Amt Jena.

### Neuzeit

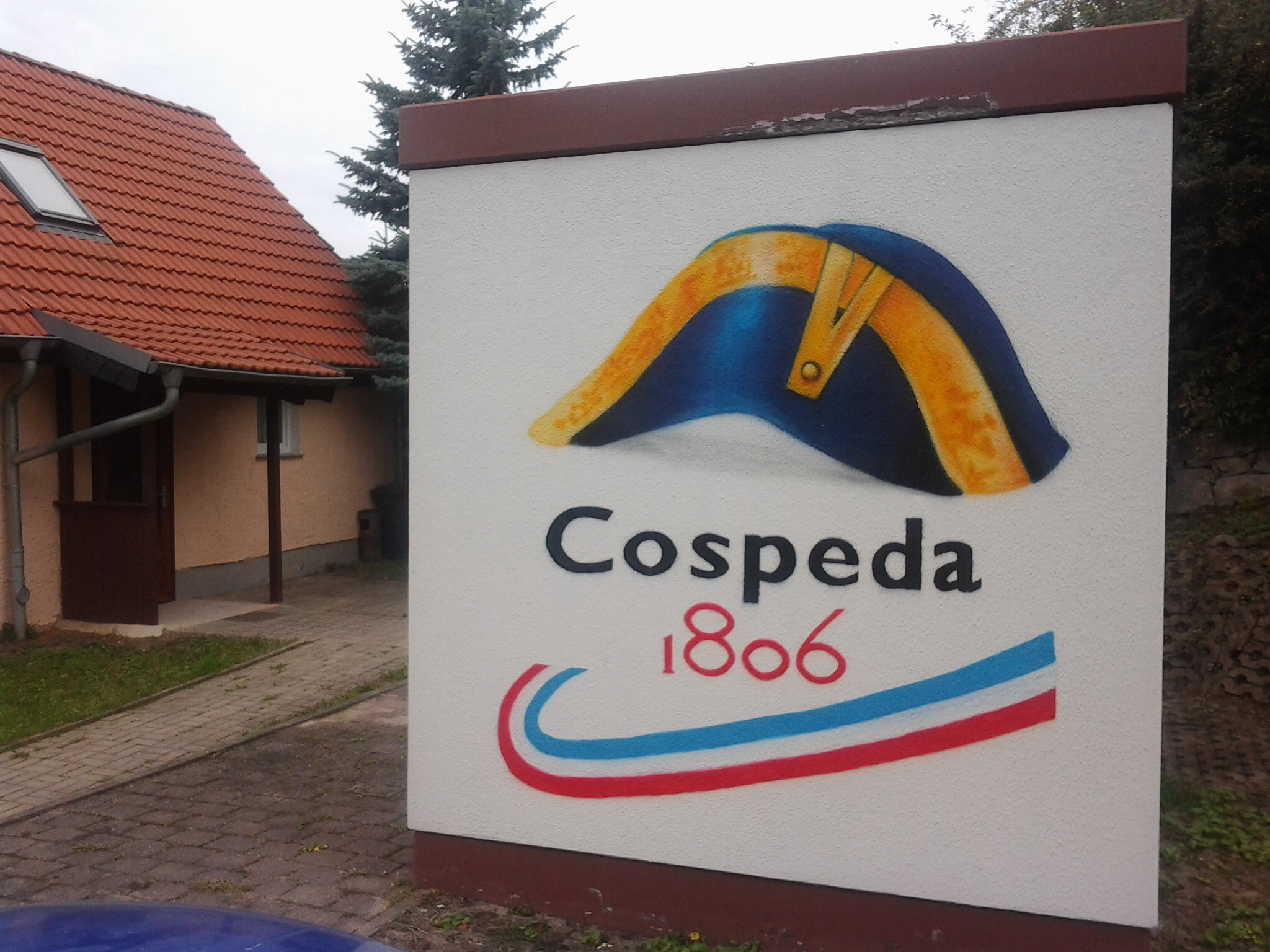
Wandbild in Cospeda, das den berühmten Zweispitz von Napoleon zeigt

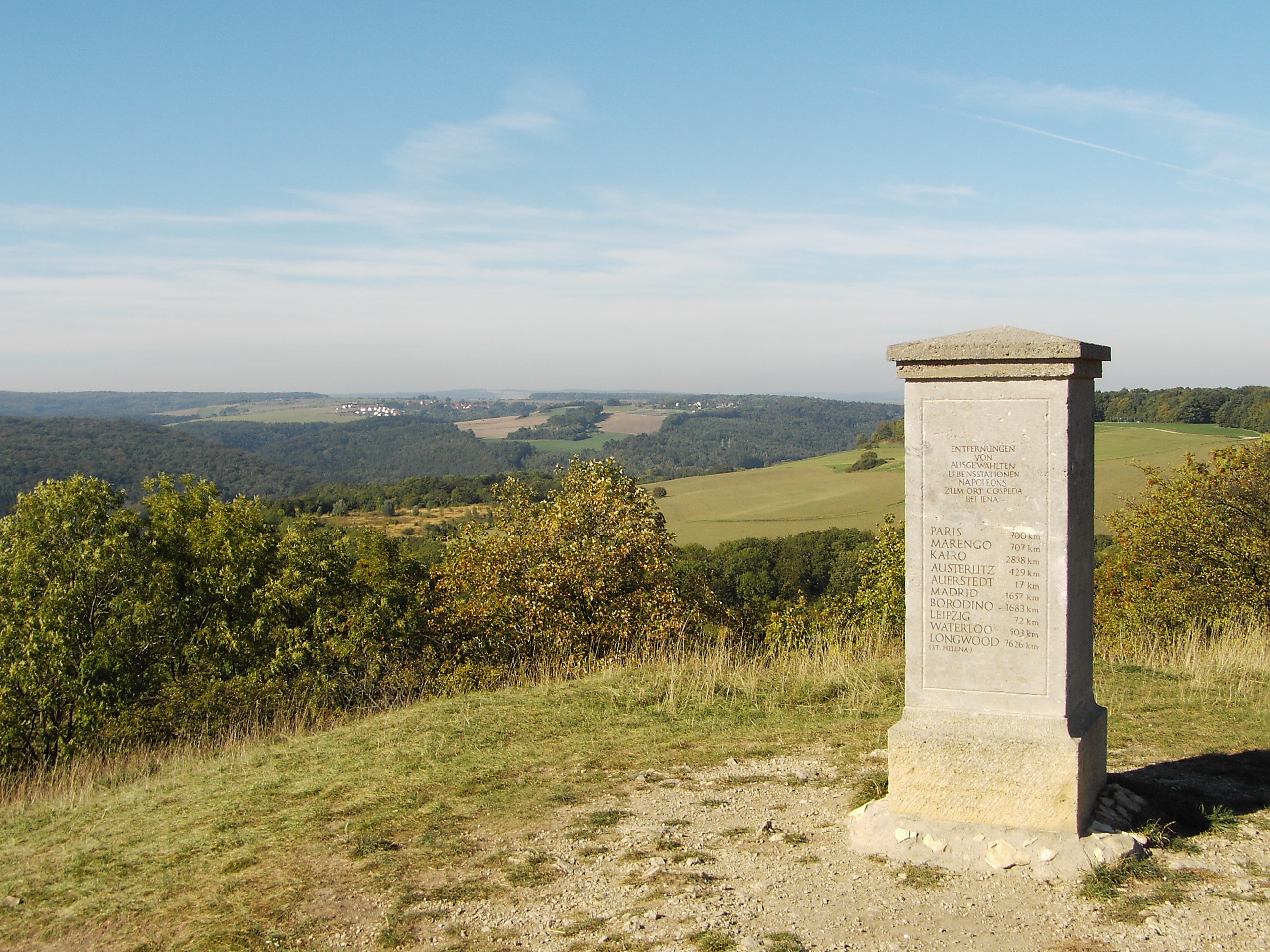
Der Napoleonstein

Nahe bei Cospeda fand die Schlacht bei Jena statt. Am 14. Oktober 1806 diente Cospeda als Aufmarschplatz für das Korps Lannes und Teile des Korps Augereau. Von hier aus begannen die französischen Marschälle ihre Angriffe auf das Gebiet des nahen Dornbergs, auf Vierzehnheiligen und Isserstedt.
1956 wurde die Gedenkstätte 1806 in Cospeda eingeweiht. Dem Besucher präsentiert die Ausstellung ein wichtiges Stück deutscher und europäischer Geschichte.
In der Nähe von Cospeda steht der sog. Napoleonstein. Dieses kleine Monument wurde im Jahre 1992 von der Gemeindeverwaltung Cospeda und zwei gemeinnützigen Vereinen errichtet und ersetzt einen im 19. Jahrhundert verlorengegangenen Gedenkstein. Auf dem jetzigen Stein sind die Entfernungen zu wichtigen Schlachten Napoleons wie Austerlitz und Borodino sowie zu seinem letzten Verbannungsort St. Helena eingraviert. An einer anderen Seite ist der Buchstabe N und eine Krone (beides in goldener Farbe gestaltet) zu sehen. An einer weiteren Seite ist ein Ausschnitt eines Textes von Golo Mann eingraviert: „In Deutschland labte man sich an größerem Hasse wie an größerer Bewunderung Napoleons ein gutes Jahrhundert lang.“ Der vorhergehende (nicht eingravierte) Satz des Textes lautet „Den Franzosen galt der Kaiser am Ende als der Besiegte – ein glorreicher, jedoch abgetaner Schädling.“
Zwischen Cospeda und Lützeroda wurden bereits mehrfach (die letzten Male 2006 zum 200. Jahrestag der Schlacht und 2011) das Teilgefecht am Dornberg nachgestellt. Daran nahmen Laienschauspieler aus mehreren Ländern teil, und es wurde mit Schießpulver aus Gewehren und Kanonen geschossen.
Der historische Ortskern liegt am nordwestlichen bzw. südlichen Siedlungsrand.
In Cospeda malte der expressionistische Künstler Emil Nolde Anfang des 20. Jahrhunderts mehrere Bilder und Zeichnungen. In seiner Biographie schreibt er: „In Cospeda im >Grünen Baum zur Nachtigall< fand ich eine Stätte zum Wohnen und Arbeiten“ und „Abends saßen mir als Modelle, es nicht wissend, die Bauern und Lastwagenfahrer“. U.a. entstanden in Cospeda 1908 sein Ölgemälde „Haus im Schnee in Cospeda“, das Aquarell „Sonne über Schneematsch“ und die Federzeichnung „Bauern am Tisch“.
Cospeda nahm später die bis zum 31. Januar 1974 eigenständigen Gemeinden Lützeroda und Closewitz auf, bis alle drei Orte am 1. Juli 1994 nach Jena eingemeindet wurden.
Seit 1993 besteht eine Partnerschaft zwischen Cospeda und Plomeur, einer Gemeinde in der Bretagne.

### Entwicklung der Einwohnerzahl
| Jahr | Einwohner |
| ---- | --------- |
| 1995 | 857       |
| 1996 | 995       |
| 1997 | 1117      |
| 1998 | 1165      |
| 1999 | 1200      |
| 2000 | 1212      |

| Jahr | Einwohner |
| ---- | --------- |
| 2001 | 1254      |
| 2002 | 1257      |
| 2003 | 1341      |
| 2004 | 1308      |
| 2005 | 1302      |
| 2006 | 1297      |

| Jahr | Einwohner |
| ---- | --------- |
| 2007 | 1291      |
| 2008 | 1320      |
| 2009 | 1334      |
| 2010 | 1323      |
| 2011 | 1326      |
| 2014 | 1343      |

## Kultur und Sehenswertes

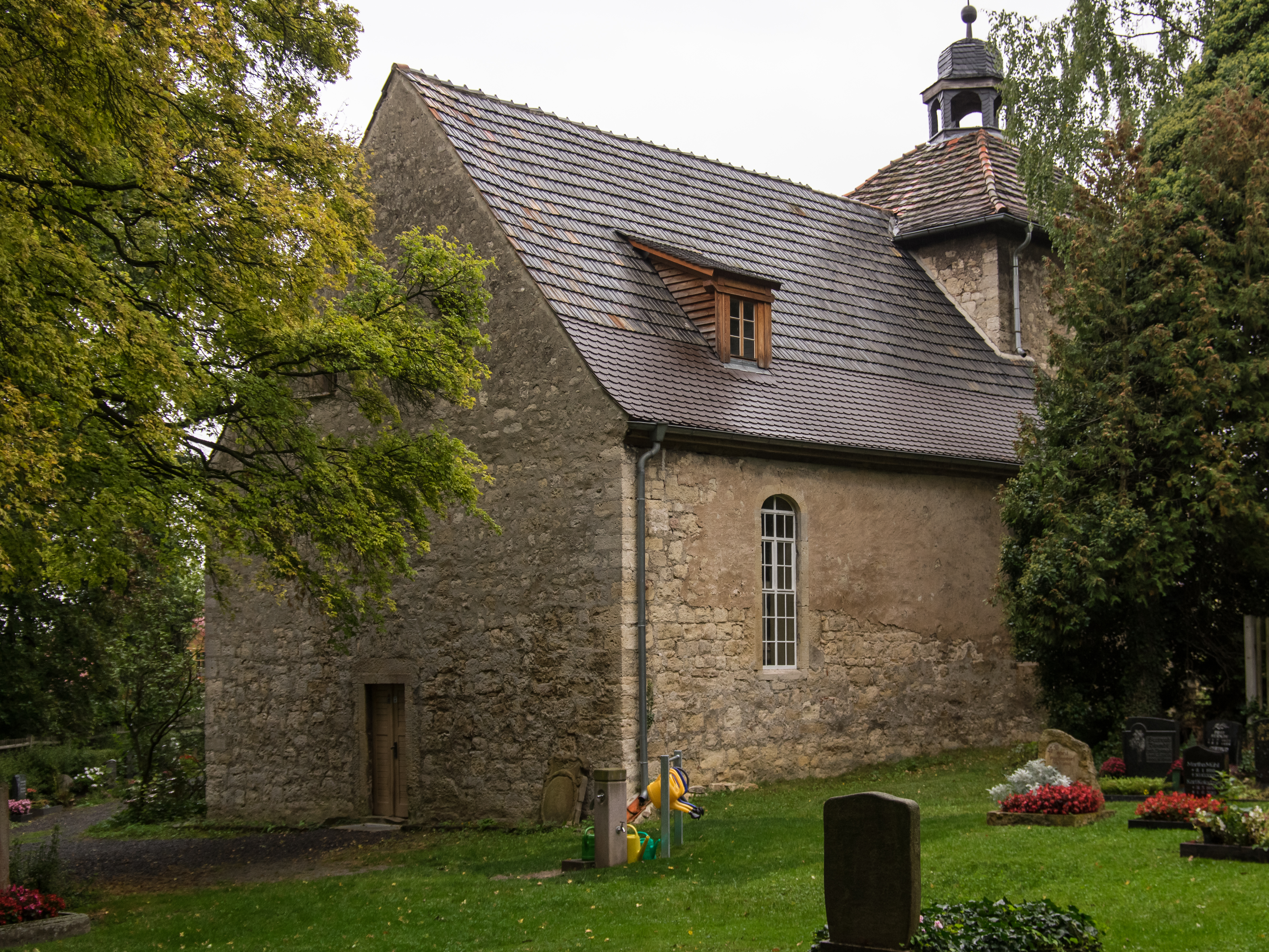
Kirche Cospeda (2016)

### Kirche
Die evangelische Pfarrkirche ist ein einschiffiger Kirchenbau mit einem Chorabschluss, dessen Baubeginn ins 12. Jahrhundert datiert ist. Das Chorrechteck sowie dessen Kreuzgratgewölbe und der Triumphbogen zwischen Chor und Langhaus sind Reste eines romanischen Vorgängerbaus, die in den Neubau von 1699 integriert wurden. Aus dieser Zeit stammt auch der niedrige Turm über dem Chor, der wahrscheinlich höher war und später abgetragen wurde. Im Kircheninneren befinden sich Emporen und eine Kanzel aus dem Jahr 1688. Außerdem existiert eine Glocke aus der Mitte des 15. Jahrhunderts. Seit 2017 wird sie  von einer zweiten Glocke ergänzt, die zum Thüringentag in Apolda vor der Lutherkirche im öffentlichen Schaugießen von der Firma Bachert (Karlsruhe) gegossen wurde.

### Museum 1806

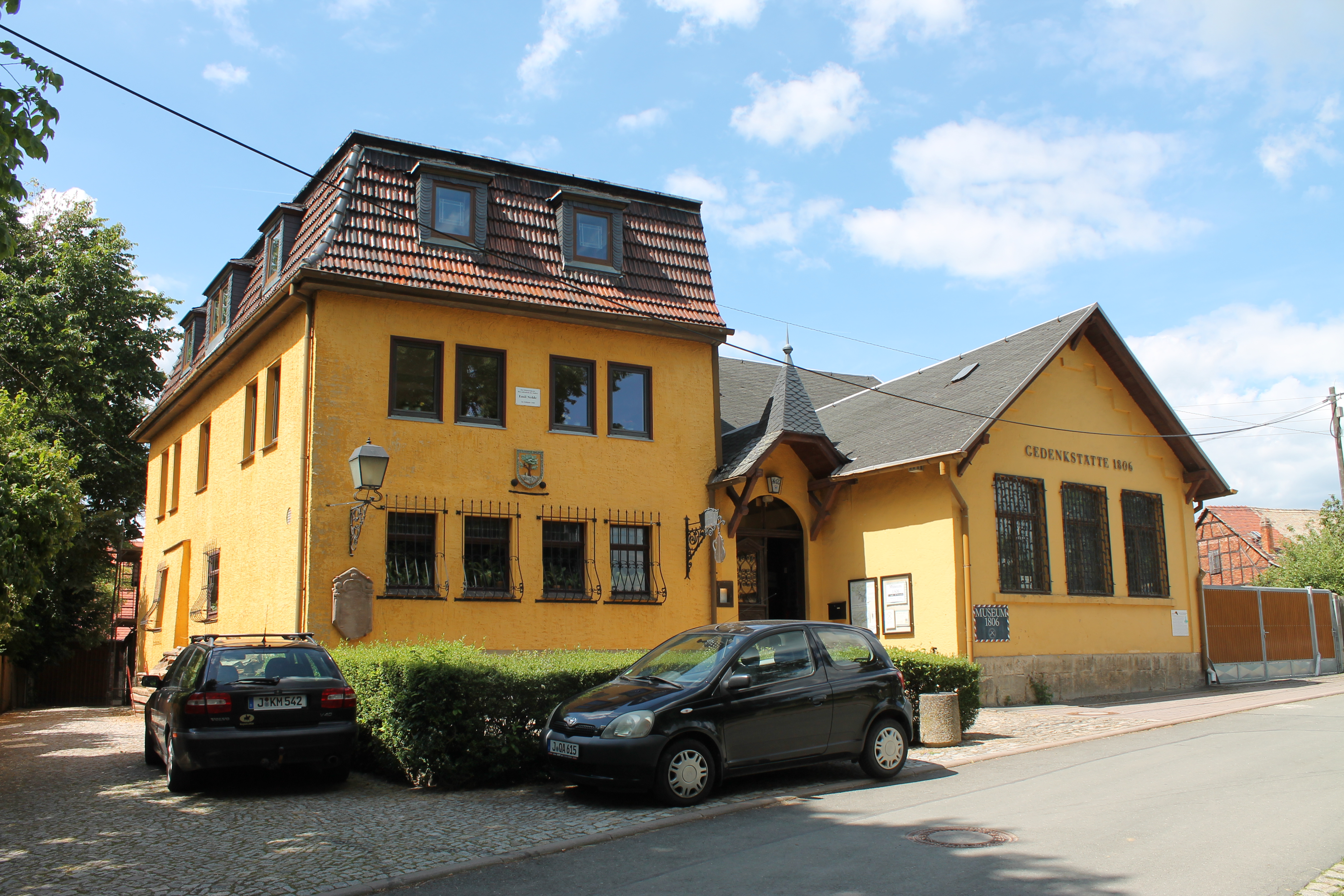
Gedenkstätte 1806

Aufgrund der historischen Ereignisse im Jahre 1806 wurde in Cospeda eine Gedenkstätte eingerichtet.
Es werden neben zeitgeschichtlichen Exponaten zur Schlacht und dem Krieg zwischen Preußen und Frankreich historisches Karten- und Bildmaterial sowie Berichte von Zeitzeugen gezeigt. Die Ausstellung informiert über die Vorgeschichte, Ursachen, Verlauf und Auswirkungen der Schlacht bei Jena und Auerstedt sowie über die Kriegslasten der betroffenen Menschen, über den Alltag der Soldaten, und die Funktion und Wirkung der Waffen dieses historischen Zeitraumes.

### Pferdesport
In Cospeda gibt es den Reitsportverein „Mühle Cospeda e. V.“ und den Verein „Pferdefreunde Alter Pfarrhof Cospeda e. V.“ Letzterer betreibt Pferdesport mit Islandpferden.

## Persönlichkeiten
- Wilhelm Christoph Günther (1755–1826)
- Georg Heinrich Bernstein (1787–1860)
- Robert Enke (1977–2009), Fußballtorwart
- Joachim Lehmann (Maler)
- Lutz Arnold (Bürgermeister seit 25 Jahren und damit dienstältester Ortsteilbürgermeister der Stadt Jena)